# Drykowa
Drykowa – przysiółek wsi Golcowa w województwie podkarpackim, w powiecie brzozowskim, w gminie Domaradz.
W latach 1975–1998 przysiółek należał administracyjnie do województwa tarnowskiego